# Shang Shang Typhoon
Shang Shang Typhoon est un groupe de musiciens japonais des années 1980 et 1990 dirigé par Kōryū. Ils ont composé en 1994 la musique du film d'animation Pompoko.